# Skill FC de Bruxelles
Skill Football Club de Bruxelles was een Belgische voetbalclub uit Brussel. De club werd opgericht in 1896. In 1897-98 en 1898-99 nam de ploeg deel aan de Eerste Divisie (tweede klasse). Na winst in de Brabantse reeks in 1899 won men de finale tegen de winnaar van de Luikse reeks, Verviers FC, en zo speelde Skill het volgende seizoen in de Ere-afdeling. Daar eindigde de ploeg als zesde en laatste met 0 punten, maar degradeerde niet. De volgende seizoenen speelde de ploeg nog vijfde (op negen deelnemers) en vijfde (op zes deelnemers). Het team in zwart-wit speelde aanvankelijk op het plateau van Koekelberg, later in het Noordkwartier. De club hield op te bestaan in 1902, de meeste spelers werden overgenomen door Daring Club Brussel.

## Resultaten
| Seizoen | Klasse | Klasse | Klasse | Reeks          | Punten | Opmerkingen |
|         | I      | I      | II     |                |        |             |
| ------- | ------ | ------ | ------ | -------------- | ------ | ----------- |
| 1897/98 |        |        | 2      | Promotie       | 10     |             |
| 1898/99 |        |        | 1      | Promotie       | 10     |             |
| 1899/00 | 6      | 6      |        | Ere Afdeling   | 0      |             |
| 1900/01 | 5      | 5      |        | Ere Afdeling   | 13     |             |
| 1901/02 | 5      | 5      |        | Ere Afdeling A | 6      |             |